# 超級巨聲3
《超級巨聲3》為香港無綫電視以高清製作的歌唱選秀節目，是《超級巨聲》的第三屆賽事，本屆以十八組入圍參賽者為起端。節目於2011年8月14日起，逢星期日22:00-23:30於翡翠台及高清翡翠台播放。
本屆參賽者可以個人或組合形式參賽，組合形式可由二至八人組隊而成。賽事以十八組入圍參賽單位為起端，當中包括十七位個人參賽者（十位男性和七位女性）及一隊二人男子組合。另外，節目亦邀請了梁月玲老師、周小君老師及戴晶兒（Krystal）老師，三位歌唱老師指導參賽者的歌唱技巧。
在賽事的首階段，主要考驗參賽者的基本唱功，他們會分別以獨唱、合唱等形式進行比試，預計每次淘汰一至兩名參賽者。而於第二階段，晉級的參賽者將由星級形象顧問為各人造型，接受更強考驗，例如與「巨聲一、二幫」的師兄師姐配對進行合唱對戰、經典電視金曲等比試。細節賽例會因應每場賽事作出些微調整，最後選出得分最高者成為冠軍。
總決賽於2011年11月27日星期日21:00-23:30進行，由得分最高者成為《超級巨聲3》終極冠軍。最後，由廖仲謙贏得冠軍，而亞軍及季軍則分別由馮允謙及譚嘉儀奪得。

## 賽程紀錄
| - 01號 馮允謙 － 《Sunday Morning》（Maroon 5） - 02號 譚嘉儀 － 《你是愛我的》（張惠妹）（敗） - 03號 劉智衛 － 《分分鐘需要你》（林子祥）                  | - 04號 鄭仲 － 《手放開》（李聖傑） - 05號 鄧佑剛 － 《大城小愛》（王力宏）（敗） - 06號 崔 航 － 《懸崖》（齊秦）                                      |
| - 07號 何美伶 － 《Stop and Stare》（OneRepublic） - 08號 陸霏霏 － 《膽小鬼》（梁詠琪） - 09號 廣美知子 － 《The Voice Within》（Christina Aguilera）（敗） | - 10號 陳國靖 － 《My Love My Fate》（衛蘭） - 11號 李家聰 － 《遠走高飛》（李聖傑）（敗） - 12號 李礎業 － 《老了十歲》（張敬軒）（敗）                |
| - 13號 姚雪瑩 － 《Desperado》（Eagles）（敗） - 14號 廖仲謙 － 《說不出的告別》（林志炫） - 15號 林麗詩 － 《失戀無罪》（A-Lin）（敗）                      | - 16號 王子豪&王子杰 － 《愛笑的眼睛》（徐若瑄）（敗） - 17號 鄭沅頤 － 《趁早》（張宇） - 18號 張祖銘 － 《Just the Two of Us》（Grover Washington Jr.） |

| - 11號 李家聰 － 《孤單的夜裡我不孤單》（陳曉東） - 10號 陳國靖 － 《有心人》（張國榮） - 09號 廣美知子 － 《I'll be there》（The Jackson 5） - 03號 劉智衛 － 《普通朋友》（陶喆） - 17號 鄭沅頤 － 《你為什麼說謊》（丁噹） | - 16號 王子豪&王子杰 － 《會有那麼一天》（林俊傑） - 12號 李礎業 － 《最後晚餐》（Supper Moment） - 01號 馮允謙 － 《When you say nothing at all》（Ronan Keating） - 08號 陸霏霏 － 《男人》（范曉萱） |

| - 13號 姚雪瑩 － 《It's Too Late》（Carole King） - 04號 鄭仲 － 《原諒我》（蕭敬騰） - 07號 何美伶 － 《Eternity》（Robbie Williams） - 14號 廖仲謙 － 《沒那麼簡單》（黃小琥） | - 18號 張祖銘 － 《And I Am Telling You（I'm Not Going）》（Charice Pempengco） - 02號 譚嘉儀 － 《Can somebody》（自創曲） - 15號 林麗詩 － 《洋蔥》（楊宗緯） - 06號 崔 航 － 《流著淚說分手》（金志文） |

| - 06號 崔 航 11號 李家聰 16號 王子豪&王子杰（勁爆Dancing BoyZ） － 《精武門》（羅志祥）、《爆了》（古巨基） - 14號 廖仲謙 17號 鄭沅頤 18號 張祖銘 （校園巨聲） － 《My Way》（張敬軒）、《世上只有》（容祖兒） - 07號 何美伶 08號 陸霏霏 09號 廣美知子 （魅力巨聲Super Girl） － 《L.O.V.E》（蕭亞軒）、《Blue Bird》（濱崎步）、《Spotlight》（Jennifer Hudson） - 01號 馮允謙 02號 譚嘉儀 03號 劉智衛 （型格新聲） － 《愛我別走》（張震嶽）、《More Than Words》（Extreme）、《Baby》（Justin Bieber）、《Last thing on my mind》（STEPS） - 04號 鄭仲 10號 陳國靖 12號 李礎業 15號 林麗詩 （超合金聲） － 《你瞞我瞞》（陳柏宇）、《那誰》（蘇永康）、《思覺失調》（劉浩龍）、《習慣失戀》（容祖兒）、《心寒》（鄧健泓、鄭中基）、《停電》（黃馨、陳小春）、《Tonight Tonight》（Mr.）、《飛女正傳》（楊千嬅）、《發現號》（RubberBand） |

| - 10號 陳國靖 泳 兒 － 《明天以後》（林峯、泳兒） - 16號 王子豪&王子杰 黃山怡 － 《小酒窩》（林俊傑、蔡卓妍） - 08號 陸霏霏 姜麗文 － 《眼淚》（范曉萱） - 01號 馮允謙 陳國峰 － 《Kiss Goodbye》（王力宏） | - 09號 廣美知子 洪 杰 － 《珊瑚海》（周杰倫、Lara） - 03號 劉智衛 Kolor － 《真的愛你》（Beyond） - 04號 鄭仲恆 C AllStar － 《天梯》（C AllStar） - 14號 廖仲謙 林欣彤 － 《屋頂》（吳宗憲、溫嵐） |

| - 17號 鄭沅頤 鄭欣宜 － 《原來你什麼都不要》（張惠妹） - 06號 崔 航 余翠芝 － 《讓我取暖》（彭羚、王力宏） - 02號 譚嘉儀 Hotcha － 《談情說愛》（葉蒨文、鄭秀文） - 11號 李家聰 鄧福如 － 《如果有如果》（鄧福如） | - 07號 何美伶 吳業坤 － 《愛很簡單》（陶喆） - 18號 張祖銘 陳僖儀 － 《Color of the Wind》（Vanessa Williams） - 15號 林麗詩 鍾舒漫 － 《好好擁抱》（鍾舒漫） - 12號 李礎業 許廷鏗 － 《螞蟻》（許廷鏗） |

| - 02號 譚嘉儀 － 《多得他》（王菲） - 12號 李礎業 － 《七友》（梁漢文） - 07號 何美伶 － 《You Belong with Me》（Taylor Swift） - 06號 崔 航 － 《愛如潮水》（張信哲） | - 01號 馮允謙 － 《I Believe I can Fly》（R. Kelly） - 04號 鄭仲恆 － 《永遠愛著你》（草蜢） - 03號 劉智衛 － 《每天愛你多一些》（張學友） - 08號 陸霏霏 － 《Beautiful Love》（蔡健雅） |

| - 11號 李家聰 － 《等》（陳百強） - 17號 鄭沅頤 － 《你怎麼捨得我難過》（黃品源） - 10號 陳國靖 － 《月半小夜曲》（李克勤） - 16號 王子豪&王子杰 － 《火柴天堂》（熊天平） | - 14號 廖仲謙 － 《我的天》（張敬軒） - 18號 張祖銘 － 《All by Myself》（Celine Dion） - 09號 廣美知子 － 《默契》（鄭秀文） |

| 第1回合： - 巨聲三幫 06號 崔 航 12號 李礎業 － 《愛是懷疑》（陳奕迅） - 巨聲幫 何紫慧（一幫） 陳國峰（二幫） － 《一眼瞬間》（蕭敬騰、張惠妹） |
| 第2回合： - 巨聲三幫 18號 張祖銘 － 《You've Really Got a Hold on Me》（The Miracles） - 巨聲一幫 趙展彤 － 《Cinderella》（Tata Young） |
| 第3回合： - 巨聲三幫 04號 鄭仲恒 14號 廖仲謙 16號 王子豪&王子 － 《專屬天使》（Tank）、《童話》（光良）、《最幸福的事》（梁文音） - 巨聲一幫 周志文 周志康 劉威煌 何雁詩 － 《愛下去》（張學友）、《當我想起你》（張學友）、《Only Love》（Trademark） |
| 第4回合：合唱對戰 - 巨聲三幫 01號 馮允謙 巨聲二幫 羅孝勇 － 《I'm Yours》（Jason Mraz） |

| 第5回合： - 巨聲三幫 03號 劉智衞 07號 何美伶 10號 陳國靖 － 《Just The Way You Are》（Bruno Mars）、 《Marry You》（Bruno Mars）、 《Raise your glass》（Pink） - 巨聲二幫 吳業坤 胡鴻鈞 陳慧敏 － 《Shall We Talk》（陳奕迅）、《花火》（梁詠琪）、《愛回家》（古巨基） |
| 第6回合： - 巨聲三幫 11號 李家聰 17號 鄭沅頤 － 《你最珍貴》（張學友、高慧君） - 巨聲一幫 許廷鏗 鄧小巧 － 《聽說愛情回來過》（林憶蓮） |
| 第7回合： - 巨聲三幫 02號 譚嘉儀 － 《無話再講》（關心妍） - 巨聲一幫 王嘉儀 － 《心動》（林曉培） |

| - 17號 鄭沅頤 － 《愛笑的眼晴》（徐若瑄）（敗） - 03號 劉智衛 － 《Back At One》（Brian Mcknight） - 02號 譚嘉儀 － 《我歌故我在》（謝安琪） | - 06號 崔 航 － 《你不愛我》（康康）（敗） - 01號 馮允謙 － 《Love in this World》（方大同） - 14號 廖仲謙 － 《雨天》（孫燕姿） |
| - 07號 何美伶 － 《Crazy for You》（Madonna） - 12號 李礎業 － 《拍一半拖》（陳柏宇） - 11號 李家聰 － 《愛恨難》（陳偉聯）（敗）            | |

| - 11號 李家聰 － 《眼色》（林宥嘉） 勝：敗 14號 廖仲謙 － 《燃燒》（孫楠） - 07號 何美伶 － 《I Can't Make You Love Me》（Sophie Milman） 敗：勝 01號 馮允謙 － 《溫柔》（五月天） - 03號 劉智衛 － 《Man In The Mirror》（Michael Jackson） 敗：勝 06號 崔 航 － 《我愛你》（盧廣仲） - 02號 譚嘉儀 － 《Woman In Love》（Barbra Streisand） 勝：敗 12號 李礎業 － 《陀飛輪》（陳奕迅） |

| - 11號 李家聰 － 《傷追人》（古巨基） 敗：勝 廖文強 － 《The Edge of Glory》（Lady Gaga） - 02號 譚嘉儀 － 《你今晚想念的人是不是我》（A-Lin） 敗：勝 利得彙 － 《不想他啦》（利得彙） - 03號 劉智衛 － 《I Believe》（葉文輝） 敗：勝 王 雯 － 《可惜不是你》（梁靜茹） - 14號 廖仲謙 － 《帶我走》（楊丞琳） 勝：敗 胡鴻鈞 － 《P.S I Love You》（張敬軒） |

| - 12號 李礎業 － 《認命》（陳柏宇） 敗：勝 蕭正楠 － 《傷信》（陳奕迅） - 06號 崔 航 － 《我的心裡只有你沒有他》（靜婷） 勝：敗 王順達 － 《玩酷》（潘瑋柏） - 01號 馮允謙 － 《The Lazy Song》（Bruno Mars） 敗：勝 林欣彤 － 《手下敗將》（關心妍） |

| - 06號 崔 航 － 《我愛你》（盧廣仲） - 01號 馮允謙 － 《I'm Yours》（Jason Mraz） - 02號 譚嘉儀 － 《多得他》（王菲） | - 03號 劉智衛 － 《I Believe》（葉文輝） - 12號 李礎業 － 《拍一半拖》（陳柏宇） - 14號 廖仲謙 － 《帶我走》（楊丞琳） |

| - 01號 馮允謙 － 《普通朋友》（陶喆） - 03號 劉智衛 － 《You Raise Me Up》（Secret Garden） - 02號 譚嘉儀 － 《Get Over You》（G.E.M.） | - 06號 崔 航 － 《王妃》（蕭敬騰） - 12號 李礎業 － 《櫻花樹下》（張敬軒） - 14號 廖仲謙 － 《黃金時代》（陳奕迅） |

| - 01號 馮允謙 － 《唯獨你是不可取替》（許志安） - 02號 譚嘉儀 － 《Open Your Eyes》（張惠妹） | - 06號 崔 航 － 《夜夜夜夜》（齊秦） - 14號 廖仲謙 － 《如果沒有你》（莫文蔚） |

| - 01號 馮允謙 － 《Knowing Right from Wrong》（自創曲） | - 14號 廖仲謙 － 《掉了》（張惠妹） |

| 第1回合： - 巨聲隊 林欣彤 － 《螞蟻》（許廷鏗） - 歌星隊 許廷鏗 － 《鳥籠》（林欣彤） |
| 第2回合： - 巨聲隊 王梓軒 何紫慧 龔柯允 鄧佑剛 Frankie RX黃浩邦 － 《Born This Way》（Lady Gaga） - 歌星隊 C AllStar － 《White Christmas》（Bing Crosby）、《All You Need Is Love》（The Beatles）、《白色信件》（C AllStar） |
| 第3回合： - 巨聲隊 劉智衞 何美伶 馮允謙 何雁詩 － 《Stand By Me》（Ben E. King）、《Just The Way You Are》（Billy Joel）、《How Deep Is Your Love》（Bee Gees ） - 歌星隊 Kolor － 《我是憤怒》（Beyond）、《傾心》（Raidas） |
| 第4回合： - 巨聲隊 陳鴻碩 歌星隊 文恩澄 － 《我們的愛》（F.I.R.） |
| 第5回合： - 巨聲隊 廖仲謙 鄧小巧 － 《給小孩》（林宥嘉、田馥甄） - 歌星隊 鍾一憲 麥貝夷 － 《拖泥帶水》（鍾一憲、麥貝夷） |
| 第6回合： - 巨聲隊 林師傑 崔 航 王子豪 王子 － 《U》（Super Junior M）、《獨一無二》（羅志祥） - 歌星隊 BOYZ 鄧穎芝 狄易達 － 《Ready To Go》（BOYZ）、《變臉》（鄧穎芝）、《明日之謎》（狄易達） |
| 第7回合： - 巨聲隊 馮允謙 羅孝勇 － 《This Love》（Maroon 5） - 歌星隊 鍾舒漫 鍾舒祺 － 《Rolling In The Deep》（Adele） |
| 第8回合： - 巨聲隊 廖仲謙 劉威煌 何雁詩 何紫慧 譚嘉儀 － 《你沒有好結果》（李蕙敏）、《無人之境》（陳奕迅）、《女校男生》（Twins）、《囍帖街》（謝安琪） - 歌星隊 韋 雄 梁佑嘉 鍾一憲 － 《好心分手》（盧巧音）、《可惜我是水瓶座》（楊千嬅）、《那誰》（蘇永康）、《會過去的》（許志安、車婉婉） - 巨聲隊 歌星隊 － 《隆重登場》（容祖兒） |

## 參賽者得分表

### 第1至11集
| 最終排名 | 參賽者        | 第1集 | 第2至3集 | 第4集 | 第5至6集 | 第7至8集 | 第9至10集 | 第11集 |
| -------- | ------------- | ----- | -------- | ----- | -------- | -------- | --------- | ------ |
| 1        | 廖仲謙        | 19    | 20       | 16    | 21       | 23       | 79.4      | 86.8   |
| 2        | 馮允謙        | 18    | 19       | 19    | 20       | 21       | 91.2      | 89.2   |
| 3        | 譚嘉儀        | 15    | 18       | 19    | 15       | 20       | 85.2      | 79.2   |
| 4        | 崔航          | 18    | 17       | 19    | 18       | 17       | 79.2      | 78.8   |
| 5        | 李礎業        | 17    | 16       | 18    | 18       | 15       | 79.2      | 81.4   |
| 6        | 劉智衛        | 17    | 17       | 19    | 17       | 17       | 78.2      | 77     |
| 7        | 李家聰        | 17    | 17       | 19    | 17       | 18       | 83        | 78.6   |
| 8        | 何美伶        | 15    | 16       | 16    | 15       | 15       | 78.2      | 80.2   |
| 9        | 鄭沅頤        | 19    | 16       | 16    | 19       | 19       | 83        | 70     |
| 10       | 王子豪&王子杰 | 14    | 17       | 19    | 15       | 15       | 79.4      |        |
| 11       | 陳國靖        | 19    | 14       | 18    | 16       | 15       | 78.2      |        |
| 12       | 張祖銘        | 17    | 15       | 16    | 16       | 15       | 77        |        |
| 13       | 廣美知子      | 13    | 14       | 16    | 16       | 13       |           |        |
| 14       | 陸霏霏        | 14    | 15       | 16    | 15       | 12       |           |        |
| 15       | 林麗詩        | 15    | 18       | 18    | 15       |          |           |        |
| 16       | 姚雪瑩        | 15    | 13       |       |          |          |           |        |
| 17       | 鄧佑剛        | 11    |          |       |          |          |           |        |
| 無       | 鄭仲恒        | 13    | 13       | 18    | 15       | 15       | 79.4      | 退賽   |
|          | 滿分          | 25    | 25       | 25    | 25       | 25       | 100       | 100    |

### 第12至16集
| 最終排名 | 參賽者 | 第12集 | 第13至14集 | 第16集㈠ | 第16集㈡ | 第16集㈢ | 第16集㈡+㈢ |
| -------- | ------ | ------ | ---------- | -------- | -------- | -------- | ----------- |
| 1        | 廖仲謙 | 83     | 82.6       | 29%      | 87.8     | 85.8     | 173.6       |
| 2        | 馮允謙 | 80     | 81.4       | 30%      | 85.7     | 85.9     | 171.6       |
| 3        | 譚嘉儀 | 81     | 81         | 17%      | 83.1     |          |             |
| 4        | 崔航   | 83.3   | 78.8       | 18%      | 80.4     |          |             |
| 5        | 李礎業 | 78     | 79.4       | 4%       |          |          |             |
| 6        | 劉智衛 | 78     | 77         | 2%       |          |          |             |
| 7        | 李家聰 | 84.5   | 73.6       |          |          |          |             |
| 8        | 何美伶 | 75.8   |            |          |          |          |             |
|          | 滿分   | 100    | 100        | 100%     | 100      | 100      | 200         |

### 踢館者得分表
| 排名 | 踢館者                         | 第9至10集巨聲聯隊 一幫及二幫 | 回合    | 第9至10集巨聲三幫 | 被PK者        | 該場排名 |
| ---- | ------------------------------ | ---------------------------- | ------- | ----------------- | ------------- | -------- |
| 1    | 羅孝勇                         | 91                           | 第4回合 | 91.2              | 馮允謙        | 1        |
| 2    | 許廷鏗、鄧小巧                 | 89.4                         | 第6回合 | 83                | 鄭沅頤        | 3        |
| 2    | 許廷鏗、鄧小巧                 | 89.4                         | 第6回合 | 83                | 李家聰        | 3        |
| 3    | 吳業坤、胡鴻鈞、陳慧敏         | 84.2                         | 第5回合 | 78.2              | 劉智衛        | 6        |
| 3    | 吳業坤、胡鴻鈞、陳慧敏         | 84.2                         | 第5回合 | 78.2              | 何美伶        | 6        |
| 3    | 吳業坤、胡鴻鈞、陳慧敏         | 84.2                         | 第5回合 | 78.2              | 陳國靖        | 6        |
| 4    | 趙展彤                         | 84                           | 第2回合 | 77                | 張祖銘        | 7        |
| 5    | 何紫慧、陳國峰                 | 79.6                         | 第1回合 | 79.2              | 崔航          | 5        |
| 5    | 何紫慧、陳國峰                 | 79.6                         | 第1回合 | 79.2              | 李礎業        | 5        |
| 6    | 王嘉儀                         | 79.6                         | 第7回合 | 85.2              | 譚嘉儀        | 2        |
| 7    | 周志文、周志康、劉威煌、何雁詩 | 76.2                         | 第3回合 | 79.4              | 廖仲謙        | 4        |
| 7    | 周志文、周志康、劉威煌、何雁詩 | 76.2                         | 第3回合 | 79.4              | 王子豪&王子杰 | 4        |
| 7    | 周志文、周志康、劉威煌、何雁詩 | 76.2                         | 第3回合 | 79.4              | 鄭仲恒        | 4        |
|      | 滿分                           | 100                          |         | 100               | 滿分          |          |

| 排名 | 踢館者 | 第13至14集踢館隊 | 第13至14集巨聲三幫 | 被PK者 | 該場排名 |
| ---- | ------ | ---------------- | ------------------ | ------ | -------- |
| 1    | 王 雯  | 88.2             | 77                 | 劉智衛 | 6        |
| 2    | 林欣彤 | 87.4             | 81.4               | 馮允謙 | 2        |
| 3    | 胡鴻鈞 | 82.4             | 82.6               | 廖仲謙 | 1        |
| 4    | 利得彙 | 81.6             | 81                 | 譚嘉儀 | 3        |
| 5    | 蕭正楠 | 80.6             | 79.4               | 李礎業 | 4        |
| 6    | 廖文強 | 77.2             | 73.6               | 李家聰 | 7        |
| 7    | 王順達 | 77               | 78.8               | 崔航   | 5        |
|      | 滿分   | 100              | 100                | 滿分   |          |

### 備註
| 冠軍 亞軍 季軍 退賽 | 該場最高分 該場最高分且獲得獎品 低分（需由評判商議）但未被淘汰 不合格而進入淘汰區 低分或人氣投票中落敗而被淘汰 不合格而被淘汰 | PK打和 PK落敗 PK落敗而被淘汰 PK獲勝但被淘汰 三人PK落敗 三人PK落敗而被淘汰 |

註：如有多位同場被淘汰之選手，會根據他們被淘汰時的得分排名，如同分者，則依選手姓名（適用於首場）或前場排名定出排名

## 參賽者小資料
| 01            | 02             | 03             | 04           | 05            | 06            | 07               | 08            | 09              |
| ------------- | -------------- | -------------- | ------------ | ------------- | ------------- | ---------------- | ------------- | --------------- |
| 馮允謙@ Jay   | 譚嘉儀@ Carrie | 劉智衛@ Samuel | 鄭仲 Colin   | 鄧佑剛@ Micky | 崔 航 Kyle    | 何美伶 Elizabeth | 陸霏霏 Vivian | 廣美知子 Selena |
| 10            | 11             | 12             | 13           | 14            | 15            | 16               | 17            | 18              |
| 陳國靖@ Angus | 李家聰 Mixe    | 李礎業@ Keni   | 姚雪瑩 Joyce | 廖仲謙© Jerry | 林麗詩 Dreamy | 王子豪&王子@     | 鄭沅頤 Angel  | 張祖銘 Markus   |

### 備註
男性參賽者
  女性參賽者
  組合參賽者
©：本屆隊長
  4號參賽者鄭仲退出比賽。
@: 透過本屆比賽而正式加入香港樂壇
| 歌唱老師   | 參賽者                                          |
| ---------- | ----------------------------------------------- |
| 梁月玲老師 | 崔 航、廣美知子、陳國靖、林麗詩、鄭沅頤、張祖銘 |
| 周小君老師 | 馮允謙、鄭仲恒、陸霏霏、李家聰、王子豪&王子       |
| 戴晶兒老師 | 譚嘉儀、劉智衛、何美伶、李礎業、姚雪瑩、廖仲謙  |

## 比賽結果
- 冠軍：廖仲謙
- 亞軍：馮允謙
- 季軍：譚嘉儀
- 《最強人氣巨聲》[5]：馮允謙
- 《飛躍進步巨聲》：譚嘉儀
- 《我最喜愛巨聲金曲》[5]：
  - 第1位：馮允謙 － 《I'm Yours》（Jason Mraz）
  - 第2位：廖仲謙 － 《我的天》（張敬軒）
  - 第3位：譚嘉儀 － 《多得他》（王菲）

部分「巨聲幫」成員更獲唱片公司招徠，簽約成為旗下歌手：
| 單位                           | 唱片公司                                      | 經紀公司                             | 出道年份 | 出道主打歌曲                                     | 首張個人唱片        |
| ------------------------------ | --------------------------------------------- | ------------------------------------ | -------- | ------------------------------------------------ | ------------------- |
| 馮允謙                         | 音樂家唱片（至2017年） 寰亞唱片               | TVB（約滿） 寰亞傳媒集團（自2018年） | 2012年   | 《今天開始》                                     | 《今天開始》        |
| Box （王子豪 & 王子）          | 英皇北京                                      | 英皇娛樂                             | 2013年   | 《大笨鐘》                                       | 《路》              |
| 陳國靖 （前組合Gentlemen成員） | Manstone Music                                | TVB                                  | 2013年   | 《Merry Christmas》                              | 《C'mon Gentlemen》 |
| 譚嘉儀                         | 星夢娛樂                                      | TVB                                  | 2016年   | 《印記》                                         | 《Can You See》     |
| 劉智衛                         |                                               |                                      | 2017年   | 《天亮》                                         |                     |
| 李礎業                         | KING Enterprises（約滿） 灰階音樂（自組公司） | 灰階音樂                             | 2017年   | 《溫泉》（組合R-ICE名義） 《人》（地下音樂出道） |                     |
| 鄧佑剛                         | KING Enterprises                              | KING Enterprises                     | 2017年   | 《溫泉》（組合R-ICE名義）                        |                     |
| 廖仲謙                         |                                               |                                      | 2019年   | 《再見不再見》                                   |                     |

## 記事
- 2011年4月24日－5月22日：接受香港及海外人士報名。
- 2011年5月24日－5月25日：因反應熱烈而延長報名時間。
- 2011年5月－6月：參賽者進行面試
  - 5月7日、5月14日、5月21日、5月28日及6月4日：於將軍澳電視廣播城舉行面試初賽。
  - 5月29日、6月5日及6月11日：於荃灣愉景新城舉行面試初賽。
  - 6月25日：最後40強於九龍灣EMax匯星舉行面試複賽。
- 2011年7月14日：於將軍澳電視廣播城舉行《超級巨聲3》公佈18強記者會。
- 2011年8月14日：節目開始播映，首兩集為1小時45分加長版。
- 2011年10月8日：4號參賽者鄭仲恒，由於代表香港參加世界武術錦標賽，退出《超級巨聲3》比賽。[6]
- 2011年11月13日：於第14集播出後，推出《最後六強‧最終較量》宣傳片。
- 2011年11月20日：節目播映時間改為23:00－23:30。
- 2011年11月27日：本節目最後一集，播映時間為21:00-23:30，並會作現場直播。

## 外部連結
- 《超級巨聲系列》官方網站 （页面存档备份，存于）
- 《超級巨聲系列》最新消息 （页面存档备份，存于）
- 《超級巨聲3》官方網站 （页面存档备份，存于）
- 《超級巨聲系列》官方Facebook Fans Page （页面存档备份，存于）
- 《超級巨聲系列》官方新浪微博 （页面存档备份，存于）
- 《超級巨聲系列》官方騰訊微博 （页面存档备份，存于）

## 電視節目的變遷
| 無綫電視翡翠台、高清翡翠台 星期日 22:00-23:30        | 無綫電視翡翠台、高清翡翠台 星期日 22:00-23:30                                                                                       | 無綫電視翡翠台、高清翡翠台 星期日 22:00-23:30 |
| ---------------------------------------------------- | --- | --------------------------------------------- |
|                                                      | 超級巨聲3 （2011年8月14日 - 11月27日）                                                                                              |                                               |
| 2011香港小姐競選決賽 （2011年8月7日）（20:00-23:00） | 萬凰之王 (大結局)、 萬凰之王終極爭鋒 （2011年12月4日）（21:00-23:00） 四洲集團滋味知己四十年演唱會 （2011年12月4日）（23:00-23:45） |                                               |